# Chikkakeriyaginahalli, Sandur
Chikkakeriyaginahalli là một làng thuộc tehsil Sandur, huyện Bellary, bang Karnataka, Ấn Độ.